# 第一次チャールストン港の戦い
第一次チャールストン港の戦い（だいいちじチャールストンこうのたたかい、英: First Battle of Charleston Harbor）は、南北戦争の1863年4月7日にサウスカロライナ州チャールストン近くで起きた戦闘である。攻撃したのは北軍海軍の装甲戦闘艦9隻の戦隊であり、その中には当初のUSSモニターの改良艦7隻が含まれていた。この攻撃に協力するはずだった北軍陸軍が戦闘に加われなかった。サミュエル・フランシス・デュポン海軍少将の指揮下にあった艦船が、チャールストン港入り口近くにあった南軍の防御陣地を攻撃した。ワシントンD.C.の海軍省役人は、重砲を搭載した戦闘艦で伝統的な砦の防御力を下げさせるという新しい形態の戦闘の有効性を示す圧倒的な成功を期待していた。
デュポンは、7隻のパセーイク級モニター艦と、強力なUSSアイアンサイド、さらに実験的装甲艦であるUSSケオククを任されていた。海軍の資源がチャールストン港への攻撃に向けられたので、他の海軍作戦は中断させられていた。長い準備期間を要した後、潮の状態と可視性で攻撃に進むことが可能と判断された。速度の鈍いモニター艦が午後のかなり遅くに戦列に付き、潮の向きが変わったときに、デュポンは作戦を中断しなければならなかった。砲撃は2時間足らず続き、戦隊は港防衛の第一列ですら突破できなかった。戦隊の1隻が沈みかけた状態となり、他の艦船も損傷を受けて、戦隊は後退した。戦隊乗組みの水兵1名が戦死し、21名が負傷した。一方南軍は5名が戦死、8名が負傷した。デュポンは戦隊の艦長達と相談した後、それ以上攻撃してもほとんど成功の可能性が無いと判断した。よって翌朝の戦闘再開を止めた。

## 背景

### 北軍
1862年後半、さらに1863年初期になっても北軍の戦況はあまりうまく行っていなかった。南軍の北バージニア軍はアンティータムの戦いで撃退されたものの、比較的損傷を受けずに逃れ、北軍ポトマック軍にはフレデリックスバーグの戦いで大敗を味わわせ、その後のポトマック軍は混乱状態になった。西部戦線では、ミシシッピ川の支配を巡る作戦が、ミシシッピ州ヴィックスバーグを前にして膠着状態になっていた。南軍は実際にテキサス州ガルベストンを奪取していた。北部では厭戦気分が明らかであり、秋の選挙は戦争遂行に関する住民投票と見なされ、共和党離れが見えていた。エイブラハム・リンカーン政権はその野戦指揮官達に全国的な士気をあげるような成功を勝ち取るよう大きな圧力を掛けはじめていた。海軍省がチャールストン港攻撃を急ぎ始めたのもこうした雰囲気にあった時だった。
1863年、南北戦争の戦いの中心は大半がバージニア州と内陸だったので、チャールストンの軍事的重要性は既に限られたものになっていた。封鎖突破船の母港としての価値は、アラバマ州モービルやジョージア州サバンナと比べてそれほど大きくはなく、すべてノースカロライナ州ウィルミントンの陰に隠れていた。しかし、戦略的な重要性よりも象徴的な価値として標的に選ばれた。海軍の攻撃に参加した者の言によれば、「サムター砦は、北部でも南部でも大衆の心の中で要塞中の要塞、反乱の具現化、攻撃され守られるものとして考えられていた」とされていた。
この攻撃を最も強く提唱したのは、海軍省次官補グスタブス・ベイサ・フォックスだった。フォックスは、陸軍に支配される状態から海軍を解放したいという隠された動機があった。それ故に総司令官のヘンリー・ハレックがこの作戦で陸軍の役割に同意しなかったとしても、それで妨げられることはなかった。ハレックは10,000名ないし15,000名の訓練が足りない兵士のみを出す用意があり、海軍がいかなる成功を収めたとしても、積極的な役割を担わないものとしていた。
海軍省は、サミュエル・フランシス・デュポン海軍少将の指揮下にあった南大西洋封鎖戦隊の武装艦艇のほとんど全てを割り当てることでこの作戦を支援した。その艦艇にはデュポンの旗艦となる重量級のUSSニューアイアンサイドが含まれていた。パセーイク級砲艦は元々の「モニター」を改良したものとして設計されていた。就役したときにサウスカロライナに派遣されたので、その内の7隻が攻撃に参加できた。さらに実験的装甲砲艦USSケオククが戦隊に加えられた。
デュポンは装甲艦について海軍省ほど熱心に支持してはいなかった。当時の海岸砲台からの攻撃が何であれ耐えられるようになっていたが、攻撃能力に関してはかなり限られたものになっていた。ニューアイアンサイドは大砲を16門搭載していたが、舷側砲なので1時には8門のみが攻撃できた。他の砲艦は僅か2門の大砲を搭載しているだけだった。パセーイク級砲艦は 15インチ (380 mm) 砲1門と 11インチ (280 mm) 砲1門が搭載され、ケオククは11インチ砲2門だった。それらの大砲は敵軍が使う32ポンド砲よりも大きかったが、砲撃間隔が長かった。砲口の掃除、砲弾の充填、照準の固定に7分間を要した。
デュポンはモニター艦をあまり信頼していなかったものの、チャールストンを占領するための代案を提案したわけではなかった。その代わりに如何に自軍の艦艇を保持するかに集中した。その敗北主義はこの戦闘結果を認識するときに考慮に入れておかねばならない。

### 南軍

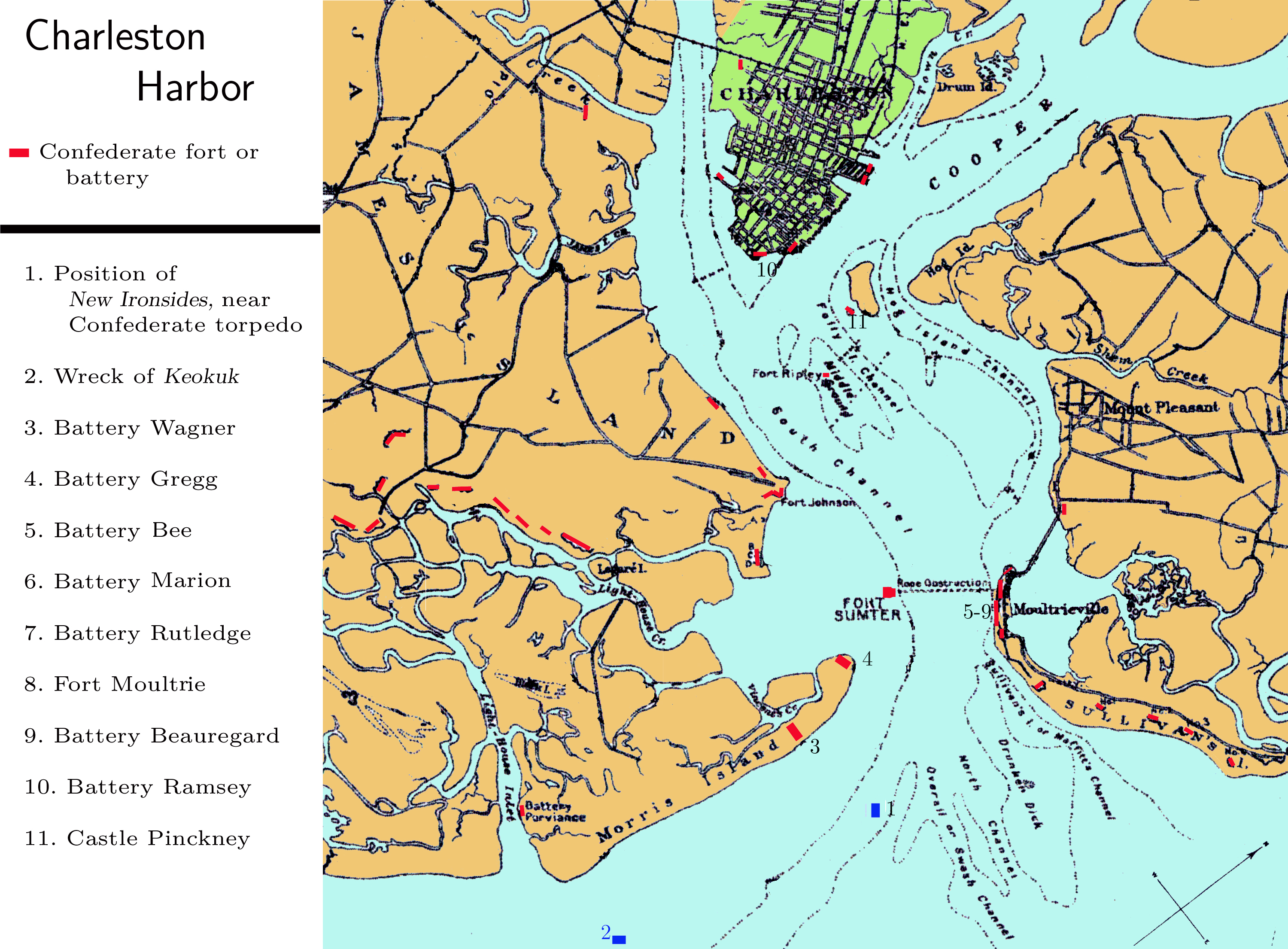
チャールストン港の南軍の防衛線

南軍はP・G・T・ボーリガード将軍がサウスカロライナ、ジョージア、フロリダの方面軍を指揮していた。南北戦争開戦のきっかけになったサムター砦砲撃の時にはチャールストンの軍を指揮していたので、市を取り巻く防衛施設については詳しかった。他所での指揮に呼ばれていたが、1862年9月に戻って来ていた。その監督下にサムター砦攻撃に使われた砲台が港の防衛に組み込まれていた。その後継者であるジョン・C・ペンバートン少将とロスウェル・S・リプリー准将が、ボーリガードのいなかった1年半の間に幾らか追加したが、基本的な様相はボーリガードの整えたものだった。
港の周りに設置された砦は外洋からの攻撃を撃退するために適していた。最も海に近い大砲はワグナー砲台（北軍はワグナー砦と呼ぶことが多かった）とグレッグ砲台であり、どちらもモリス島にあった。それらに近く、港の同じ側にある人工島にサムター砦があった。ムールトリー砦とその外郭砲台が港の反対側にあるサリバン島にあった。これらで防衛の第一の環を作っていた。第2の環はジェイムズ島のジョンソン砦とグロバー砲台、港にあるリプリー砦とピンクニー城であり、最後に市自体の南端にホワイトポイント砲台（ラムゼー砲台）があった。3番目の環はクーパー川とアシュリー川沿いと市内にある幾つかの砲台であり、市への陸からの攻撃に耐えるよう意図されていた。全体で陸に据えられた大砲の数は385門に上った。

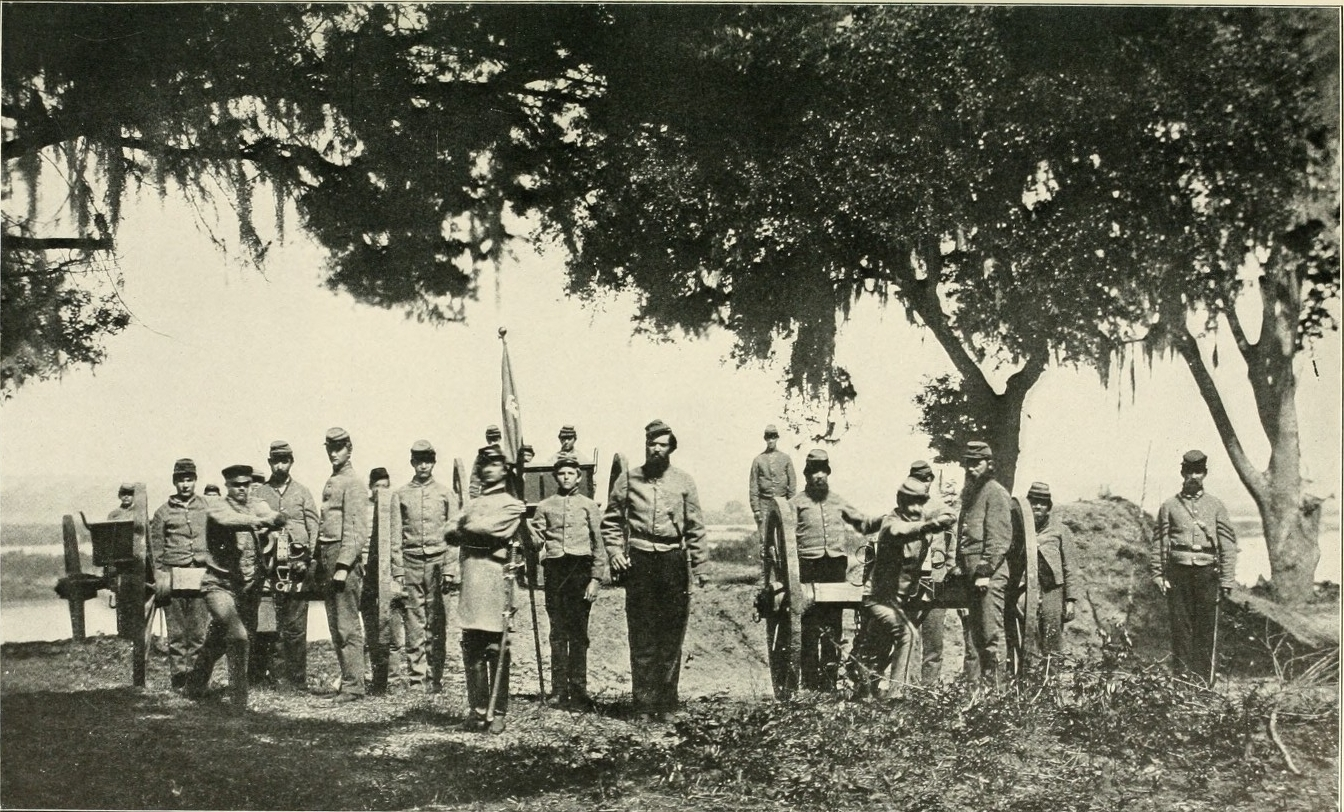
チャールストン港の南軍砲兵隊

防衛施設には港に加えられた艦艇用の障害があった。最初に設置されたのはジョンソン砦からミドルグラウンドのリプリー砦近くまで並んだ柱の列だった。これは嵐や強い潮の働きで主要部が洗い流されたために、あまり効果が無いことが分かった。後にサムター砦とムールトリー砦の間に「ブーム」が置かれた。これは長さ20フィート (6.1 m) の鉄の線路であり、大きな木材を使って浮かせ、鎖で繋ぎ、間隔を置いて海底に錨止めしていた。これも潮の干満による歪で壊れた。さらに敵艦のプロペラに絡むようにしくまれたロープの障害で補った。これら障壁を作り上げたものの、守備隊は侵入してくる艦隊に対して本当に効果があるとは思っていなかった。ばら撒かれた機雷についてもあまり信頼が置かれていなかった。デュポンはそれらの欠点について知らなかったので、戦闘準備の段階でそれら障害や機雷のことが心配だった。
南軍には海軍部隊もあった。装甲砲艦のCSSチコーラとCSSパルメットステイトの2艦であり、侵入軍が市に近づけば戦う用意があった。これらは速度が鈍く、北軍のモニターに対して大きな脅威になれないことが分かっていたので、使用するとしても最後の手段に過ぎなかった。
チャールストンの防御力は強力だったが、ボーリガードは最悪の場合に備えなければならないことを知っていた。この地区軍の指揮官に戻ってから直ぐに、必要ならば市内の通りごとに防衛するという可能性としては運命的な決断もした。州知事のフランシス・W・ピケンズにその位置づけを説明して「これが人民と政府全ての意思だと理解しているので、最後の際まで市を守ることになる」と書き送っていた。

## 戦闘
デュポンは4月上旬に攻撃を始めることを選んだ。これは満月まで、春の大潮の勢いを生かせるためだった。

### 機雷
攻撃の日が近づいた段階で、海軍省から新しい装置が導入された。デュポンが港にある機雷の怖さをしばしば表明していたので、海軍省はモニターを設計したジョン・エリクソンを呼び、防御のための手段を考えるよう依頼した。エリクソンは艦船の船首に付けられる重い木材で作られた筏のような構造物に思い当たった。筏には敵の機雷を係留している索を引っ掛けるよう意図された引っ掛けフックが備えられた。さらにそれ自体にも機雷を積み、障害を通る時に爆破できるようにしていた。攻撃のときには筏2組が造られ、サウスカロライナに送られていた。デュポンの艦長達は、この筏を導入した場合のかじ取りや取扱いの問題を検討した後、その艦船に付けるのを望まなかった。機雷が特に厄介であり、潮流の傾向が分からない中で狭い水路で艦船同士が衝突することが予測された。ウィコーケン艦長のジョン・ロジャーズのみが艦の前に筏を付けていくよう説得できたが、機雷は付けないことになった。筏が動いて艦船に当たってくるような場合には、敵の機雷を除去できる前であってもロジャーズが切り離しを決断できることになっていた。

### 最終準備
北軍の船隊は4月5日に港入り口沖に集結した。この日デュポンは、ブイ設置用スクーナーのUSSアドミラル・デュポンと測量船USSビブにケオククを付けて、入り口水路にブイを置くために派遣した。翌日の天候は霞がかかっており、航行が難しかったので、デュポンはもう1日攻撃を伸ばした。4月7日の朝も港は靄で見通しが悪かったが、正午までには晴れ、攻撃開始の信号が送られた。

### 戦列
モニター艦4隻が前に進んだ。ジョン・ロジャーズ大佐のUSSウィホーケンが先頭だった。いざ進発というときに、ウィホーケンの錨が対機雷筏の引っ掛けフックと絡んだために、進発が約1時間遅れた。その後僅か3ノット (5.5 km/h) で進み、その後ろの艦船もその速度に合わせて緩りと進むしかなかった。2番艦はチャールストン生まれのパーシバル・ドレイトン大佐の指揮するUSSパセーイク、3番艦はジョン・L・ウォーデン中佐のUSSモントークだった。ウォーデンはハンプトン・ローズ海戦でCSSバージニアと戦ったUSSモニターの艦長として有名だった。4番目がダニエル・アメン中佐のUSSパタプスコだった。これらの後に旗艦のUSSアイアンサイドが続き、艦長はトマス・ターナー代将だった。この艦にデュポン少将と艦隊参謀長としてのクリストファー・レイモンド・ペリー・ロジャーズが乗艦していた。その後に3隻のモニター艦が続いた。ジョージ・W・ロジャーズ中佐のUSSキャッツキルであり、ロジャーズは参謀長のC・R・P・ロジャーズとは兄弟、ジョン・ロジャーズとは従弟だった。その次がドナルド・M・フェアファックス中佐のUSSナンタケット、さらにジョン・ダウンズ中佐のUSSナハントと続いた。砲塔が2つあるケオククはアレクサンダー・C・リンド中佐の指揮で戦列の最後に付いた。
艦船が出発してから開戦の砲撃が始まるまでに約2時間が過ぎた。この時間帯に、ニューアイアンサイドは早い潮流と浅い水深のために操船上の大変な問題が発生していた。先頭のモニター艦が砲撃を受けるようになった時刻には、座礁を避けるために停止して錨を降ろすことを強いられた。ニューアイアンサイドが戦列を離れ、後続の4隻が多少の困難さがあったが、それを回り込んで進んだ。待ちかねていた南軍は、ニューアイアンサイドが錨を降ろす場所を選べなかった。ニューアイアンサイドは電気的に作動される3,000ポンド (1360 kg) の機雷の真上にあり、岸にあるスイッチを押せば作動するはずだった。しかしスイッチを押しても何も起こらず、南軍の大きな期待が潰えた。この失敗については2つの原因が挙げられている。1つは荷車がワイアの上を通ってそれを切断していたというものであり、もう1つはワイアが単純に長すぎて、火花を起こして爆発を起こさせるだけ電流を強く流せなかったというものだった。
一方、他の艦船は砲撃を受けていた。ウィホーケンはロジャーズ大佐が機雷の位置を示していると考えたブイの線まで前進し、水路から逸れて次に何をすべきか考えるために停船した。このときに水面下の爆発が艦を動揺させた。ロジャーズはそれが機雷だと思ったが、歴史家の中には岸の砦から放たれた破裂弾爆発の可能性が強いと考えている者がいる。どちらにしても、艦艇に損傷は無かった。しかしその艦が水路を離れたので、後続の艦が混乱することになり、デュポンが考えていた作戦の全てがダメになった。砦から受ける激しい砲火のために、前もって考えていたよりもサムター砦から遠くに位置することになったので、反撃も計画より正確さを欠いた。しかし、結果を決めたのは正確さではなく、火力のはっきりした差だった。交戦した2時間の間に、南軍は2,000発以上の砲弾や破裂弾を放ち、520発が着弾した。対照的に北軍戦隊は154発を放っただけだった。その装甲が乗組員を守っていたが、幾つかの艦船は、砲塔や砲口のストッパーが詰まるなど、戦闘能力を損なうような損傷を受けた。一番酷かったのは90発を被弾したケオククであり、そのうち19発は喫水線かその下で当たった。リンド艦長は戦闘範囲から後退させ、敵の射程から逃れるまで何とか浮かせていることができた状態だった。この時までに潮の向きが変わっていたので、デュポン提督は翌朝まで攻撃を中断することを決めた。

### 戦闘終了
デュポンはその公式報告書で、翌日に攻撃を再開するつもりが十分あったが、艦長達が異口同音に反対したと主張していた。ケオククが夜の間に沈没し（人命は損なわれなかった）、2隻ないし3隻のモニター艦が、数週間まではないものの数日間は戦闘に参加できないほど損傷を受けていた。艦長達は戦闘を長引かせても何も善いことは行らないことで合意した。仮にサムター砦を撃破したとしても他の砦が残っており、戦隊は最初の防衛環ですら突破していなかった。
戦闘は尻すぼみになった。北軍は装甲艦1隻を失い、サムター砦は短期間に修復できる損傷を受けただけだった。それはデュポンが描いていた以上のものではあった。大量の砲弾が飛び交ったが人的損失は極めて少なかった。戦隊ではナハントの操舵手エドワード・コブ1人が戦死し、他に21人が様々な程度の負傷を負った。南軍は5名が戦死し、8名が負傷した。

## 戦闘の後
海軍長官ギデオン・ウェルズはこの失敗に困惑した。小さな損失一覧に、デュポンが事前から躊躇いがちだったことで、当初は攻撃が積極的に行われなかったと信じた。以前から有能で攻撃的な士官として知られていたジョン・ロジャーズがデュポンの肩を持ったことでその批判が和らいだ。ロジャーズが見ていたように、また、ウェルズが同意するしかなかったように、チャールストンは純粋に海軍の攻撃だけで落とせるものではなかった。それを達成するつもりなら、海軍と陸軍双方の協力のある共同作戦を必要としていた。
ウェルズは、デュポンの言うチャールストンは海軍力だけでは落とせないということで正しいと見たが、二人の間の亀裂は修復不可能になっていた。ウェルズは6月3日にデュポンを解任し、まずアンドリュー・H・フットを後任にした。しかし、フットはドネルソン砦の戦いで受けた傷から十分に快復しておらず、その新しい地位に就く前に死んだ。よってウェルズは幾分躊躇いながらも作戦の海軍の責任者にジョン・A・ダールグレンを指名した。
デュポンの艦長達はデュポンよりもうまく凌ぎ、失敗した作戦に参加したことの責任を問われた者は居なかった。彼らのうち7人（ジョン・ロジャーズ、C・R・P・ロジャーズ、アメン、フェアファックス、ターナー、ウォーデン、リンド）は後に少将まで昇進した。ドレイトンは航海局の局長に指名され、海軍少将になるはずだったが、上院の確認を待っている間に心臓発作で死んだ。ジョージ・W・ロジャーズはこの戦隊の中でも最良の艦長の1人と言われたが、後のチャールストンへの攻撃で戦死した。
モニター艦とニューアイアンサイドはその後も続けられたチャールストン港封鎖に関わり続けたが、モニター艦はこの攻撃前に南軍に与えていた恐れが無くなっていた。全ての艦がチャールストンに対して続けられた作戦で使われた。
沈没したケオククですら戦争では登場し続けた。浅い海域で沈没したので煙突が海面上に顔を出しており、その場所が知られた。チャールストン市民のアドルファス・W・ラコステが南軍政府に雇われ、難船から2門の11インチ (280 mm) 砲を回収できた。ラコステとその労働者は夜の間に働き、封鎖戦隊に気付かれずに済んだ。デュポンはそのことがチャールストンの新聞「マーキュリー」で報道されるまで気付かなかった。

### 関連図書
- Bostick, Douglas W. (2010). Charleston Under Siege: The Impregnable City. 
 The History Press, Charleston, South Carolina. pp. 158. ISBN 9781596297579 Url
- Brennan, Patrick (1996) Secessionville: Assault on Charleston
Savas Publishing Company, Campbell, California,  pp.394, ISBN = 1-882810-08-2, Url